# Radehiv

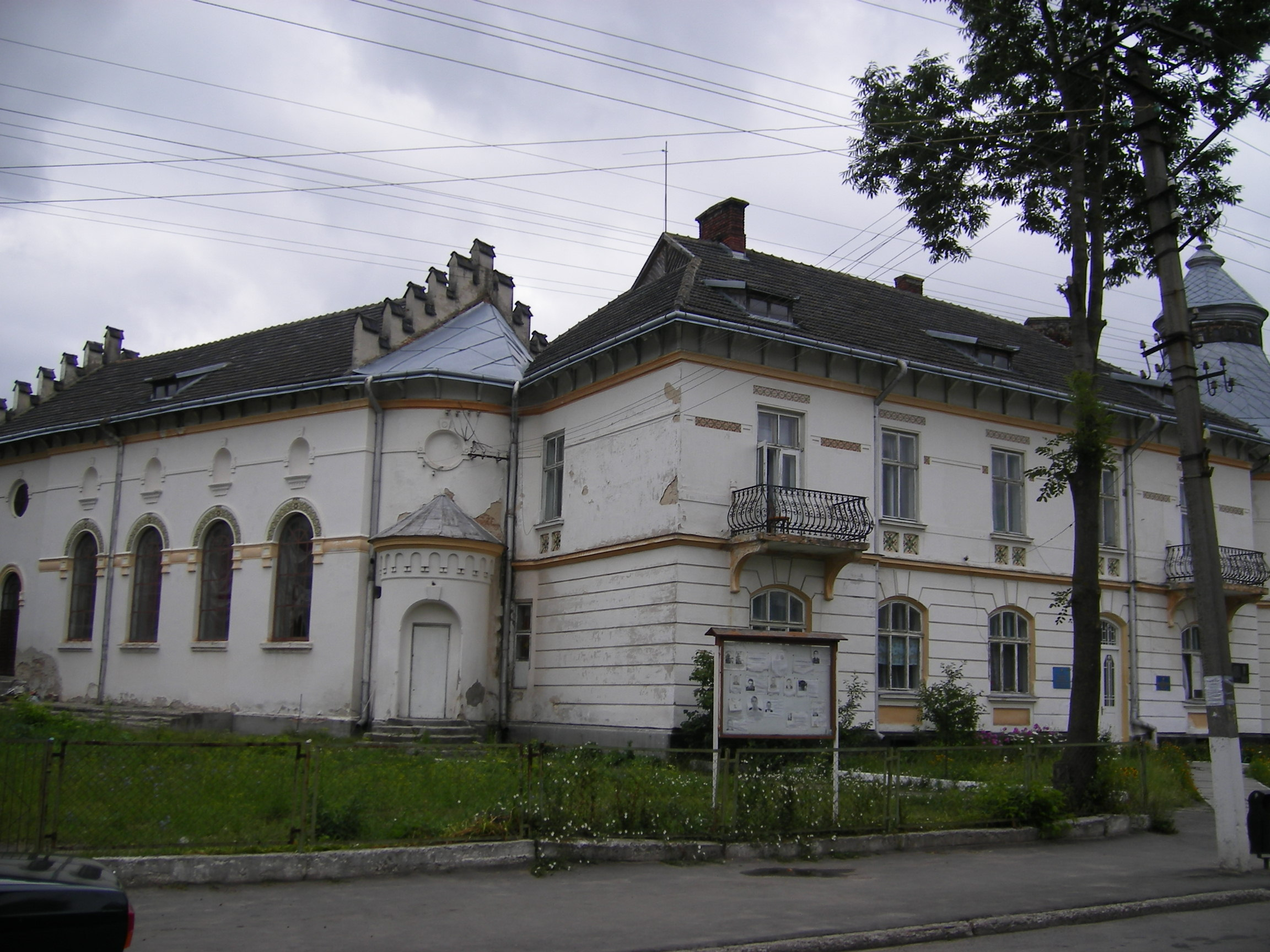
Régi épületek Radehivben

Radehiv (Раде́хів, oroszul Радехов, lengyelül Radziechów) város Ukrajna Lvivi területén, a Radehivi járás székhelye. 2001-ben 9,2 ezer lakosa volt. A Lviv-Luck főút- és vasútvonal mentén fekszik, a területi székhelytől 70 km-re északkeletre, az Osztrivka-patak partján. Sörgyártás, építőipar, erdészeti igazgatóság.
1493-ből származik első írásos említése, 1578-ban a tatárok pusztították el. A 18. században a Mir grófok birtoka lett, akik kastélyt is építettek itt. 1772-1918 között Galíciához, 1920-1939 között Lengyelország Tarnopóli vajdaságához tartozott. 1888-ban 3,5 ezer lakosa volt. 1910-ben épült meg a vasútvonal. 1940-ben az Ukrán SZSZK járási székhelye lett, 1971-ben 5,7 ezer lakosa volt. Napjainkban legjelentősebb ipari üzeme az 1975-ben alapított Radehivi cukorgyár, mely a közeli Pavliv faluban működik. A város főterén Tarasz Sevcsenko szobra áll.
1. ↑  Ukrán Statisztikai Hivatal: Чисельність наявного населення України на 1 січня 2021 (ukrán nyelven). Number of Present Population of Ukraine, as of January 1, 2021 . Ukrán Statisztikai Hivatal